# کری خیسن
کری خیسن (انگلیسی: Carry Geijssen؛ زادهٔ ۱۱ ژانویهٔ ۱۹۴۷) اسکیت‌باز سرعت اهل هلند بود.